# مقاطعة بيركلي (كارولينا الجنوبية)
مقاطعة بيركلي هي مقاطعة في كارولينا الجنوبية، تتبع كارولاينا الجنوبية، بلغ عدد سكانها 177٬843  نسمة، في 2010، عاصمتها مونكس كورنر، تبلغ مساحتها 3٬181 كيلومتر مربع.

## الموقع
تشترك في الحدود مع:
- مقاطعة ويليامسبورغ (كارولاينا الجنوبية)
- مقاطعة تشارلستون (كارولينا الجنوبية)
- مقاطعة دورشستر (كارولاينا الجنوبية)
- مقاطعة جورج تاون (كارولاينا الجنوبية)
- مقاطعة كلارندون (كارولينا الجنوبية)
- مقاطعة أورانجبورغ.

## التقسيمات الإدارية
- مونكس كورنر.

## أعلام
- هنري دكتور جونيور
- جو هاميلتون
- جون جيلارد
- توماس لونش